# Dīmītrīs Lekkas
Dīmītrīs Lekkas (in greco Δημήτρης Λέκκας?; ... – novembre 2010) è stato un cestista greco.

## Carriera
Con la Grecia ha disputato due edizioni dei Campionati europei (1973, 1975).